# Hệ thống cấp bậc quân sự Đức Quốc xã
Hệ thống cấp bậc quân sự Đức Quốc xã đề cập đến sự so sánh tương đương giữa các hệ thống cấp bậc quân sự của lực lượng vũ trang (Wehrmacht) và tổ chức bán quân sự của Đức Quốc xã trong giai đoạn từ 1933 đến 1945. Hầu như toàn bộ các tổ chức bán quân sự của Đức Quốc xã thời kỳ này đều sử dụng hệ thống cấp bậc chung gọi là Führerprinzip (Nguyên tắc lãnh đạo), và được định hướng phù hợp với hệ thống cấp bậc của Wehrmacht.

## Cấp bậc

### Tướng lĩnh và Sĩ quan
| [ 7 ] | [ 8 ] |

|                     |                        |                          |                  |
| Befehlsleiter       | Hauptdienstleiter      | Oberdienstleiter         | Dienstleiter     |
| Lãnh đạo Bộ tư lệnh | Lãnh đạo dịch vụ chính | Lãnh đạo dịch vụ cao cấp | Lãnh đạo dịch vụ |

|                     |                      |                |                        |                          |                  |
| Hauptbereichsleiter | Oberbereichsleiter   | Bereichsleiter | Hauptabschnittsleiter  | Oberabschnittsleiter     | Abschnittsleiter |
| Lãnh đạo hạt chính  | Lãnh đạo hạt cao cấp | Lãnh đạo hạt   | Lãnh đạo khu vực chính | Lãnh đạo khu vực cao cấp | Lãnh đạo khu vực |

### Hạ sĩ quan và Binh sĩ
| Nhóm cấp bậc                                                 | Cấp hạ sĩ quan cấp cao                                                                    | Cấp hạ sĩ quan cấp cao                                                        | Cấp hạ sĩ quan cấp cao                                                        | Cấp hạ sĩ quan cấp cao                                                        | Cấp hạ sĩ quan cấp cao                                                        | Cấp hạ sĩ quan cấp cao                                                        | Cấp hạ sĩ quan cấp cao                                                        | Cấp hạ sĩ quan cấp cao                                       | Cấp hạ sĩ quan cấp cao                                       | Cấp hạ sĩ quan cấp cao                                       | Cấp hạ sĩ quan cấp cao                                       | Cấp hạ sĩ quan cấp cao                                       | Cấp hạ sĩ quan cấp cao                                       | Cấp hạ sĩ quan cấp cao                                       | Cấp hạ sĩ quan cấp cao | Cấp hạ sĩ quan cấp cao | Cấp hạ sĩ quan cấp cao | Cấp hạ sĩ quan cấp cao | Cấp hạ sĩ quan cấp cao | Cấp hạ sĩ quan cấp cao | Cấp hạ sĩ quan cấp cao | Cấp hạ sĩ quan cấp cao | Cấp hạ sĩ quan cấp thấp                                                                 | Cấp hạ sĩ quan cấp thấp                              | Cấp hạ sĩ quan cấp thấp                             | Cấp hạ sĩ quan cấp thấp                                                             | Cấp hạ sĩ quan cấp thấp                                                             | Cấp hạ sĩ quan cấp thấp | Cấp binh | Cấp binh | Cấp binh | Cấp binh                     | Cấp binh                         | Cấp binh                                          | Cấp binh                                          | Cấp binh                                                      |
| ------------------------------------------------------------ | ----------------------------------------------------------------------------------------- | ----------------------------------------------------------------------------- | ----------------------------------------------------------------------------- | ----------------------------------------------------------------------------- | ----------------------------------------------------------------------------- | ----------------------------------------------------------------------------- | ----------------------------------------------------------------------------- | ------------------------------------------------------------ | ------------------------------------------------------------ | ------------------------------------------------------------ | ------------------------------------------------------------ | ------------------------------------------------------------ | ------------------------------------------------------------ | ------------------------------------------------------------ | --- | --- | --- | --- | --- | --- | --- | --- | --------------------------------------------------------------------------------------- | ---------------------------------------------------- | --------------------------------------------------- | ----------------------------------------------------------------------------------- | ----------------------------------------------------------------------------------- | --- | --- | --- | --- | ---------------------------- | -------------------------------- | ------------------------------------------------- | ------------------------------------------------- | ------------------------------------------------------------- |
| Lục quân Đức Quốc xã ·                                       |                                                                                           |                                                                               |                                                                               |                                                                               |                                                                               |                                                                               |                                                                               |                                                              |                                                              |                                                              |                                                              |                                                              |                                                              |                                                              | | | | | | | | |                                                                                         |                                                      |                                                     |                                                                                     |                                                                                     | | | | |                              |                                  |                                                   |                                                   |                                                               |
| [ 52 ]                                                       | [ 52 ]                                                                                    | [ 52 ]                                                                        |                                                                               |                                                                               |                                                                               |                                                                               |                                                                               |                                                              |                                                              |                                                              |                                                              |                                                              |                                                              |                                                              | | | | | | | | |                                                                                         |                                                      |                                                     |                                                                                     |                                                                                     | | [ w ] | | |                              |                                  |                                                   |                                                   |                                                               |
| Fahnenjunker - Stabsfeldwebel (Offiziersanwärter OA)         | Fahnenjunker - Stabsfeldwebel (Offiziersanwärter OA)                                      | Fahnenjunker - Stabsfeldwebel (Offiziersanwärter OA)                          | Stabsfeldwebel Stabswachtmeister                                              | Stabsfeldwebel Stabswachtmeister                                              | Stabsfeldwebel Stabswachtmeister                                              | Stabsfeldwebel Stabswachtmeister                                              | Fahnenjunker - Oberfeldwebel (Offiziersanwärter OA)                           | Fahnenjunker - Oberfeldwebel (Offiziersanwärter OA)          | Fahnenjunker - Oberfeldwebel (Offiziersanwärter OA)          | Oberfeldwebel Oberwachtmeister                               | Oberfeldwebel Oberwachtmeister                               | Oberfeldwebel Oberwachtmeister                               | Oberfeldwebel Oberwachtmeister                               | Fahnenjunker - Feldwebel (Offiziersanwärter OA)              | Fahnenjunker - Feldwebel (Offiziersanwärter OA) | Fahnenjunker - Feldwebel (Offiziersanwärter OA) | Fahnenjunker - Feldwebel (Offiziersanwärter OA) | Feldwebel Wachtmeister | Feldwebel Wachtmeister | Feldwebel Wachtmeister | Feldwebel Wachtmeister | Fahnenjunker - Unterfeldwebel (Offiziersanwärter OA) | Unterfeldwebel                                                                          | Unterfeldwebel                                       | Fahnenjunker - Unteroffizier (Offiziersanwärter OA) | Unteroffizier                                                                       | Unteroffizier                                                                       | Stabsgefreiter | Obergefreiter | Gefreiter (Offiziersanwärter OA) | Gefreiter | Obersoldat                   | Soldat (Offiziersanwärter OA)    | Soldat (Unteroffizieranwärter UA)                 | Soldat                                            |                                                               |
| Hộ vệ kỳ - Thượng sĩ tham mưu (Học viên sĩ quan)             | Hộ vệ kỳ - Thượng sĩ tham mưu (Học viên sĩ quan)                                          | Hộ vệ kỳ - Thượng sĩ tham mưu (Học viên sĩ quan)                              | Thượng sĩ tham mưu Giám sát viên tham mưu                                     | Thượng sĩ tham mưu Giám sát viên tham mưu                                     | Thượng sĩ tham mưu Giám sát viên tham mưu                                     | Thượng sĩ tham mưu Giám sát viên tham mưu                                     | Hộ vệ kỳ - Thượng sĩ (Học viên sĩ quan)                                       | Hộ vệ kỳ - Thượng sĩ (Học viên sĩ quan)                      | Hộ vệ kỳ - Thượng sĩ (Học viên sĩ quan)                      | Thượng sĩ Giám sát viên cao cấp                              | Thượng sĩ Giám sát viên cao cấp                              | Thượng sĩ Giám sát viên cao cấp                              | Thượng sĩ Giám sát viên cao cấp                              | Hộ vệ kỳ -Trung sĩ (Học viên sĩ quan)                        | Hộ vệ kỳ -Trung sĩ (Học viên sĩ quan) | Hộ vệ kỳ -Trung sĩ (Học viên sĩ quan) | Hộ vệ kỳ -Trung sĩ (Học viên sĩ quan) | Trung sĩ Giám sát viên | Trung sĩ Giám sát viên | Trung sĩ Giám sát viên | Trung sĩ Giám sát viên | Hộ vệ kỳ - Hạ sĩ (Học viên sĩ quan) | Hạ sĩ                                                                                   | Hạ sĩ                                                | Hộ vệ kỳ - Hạ sĩ quan (Học viên sĩ quan)            | Hạ sĩ quan                                                                          | Hạ sĩ quan                                                                          | Tham mưu "miễn" | Thượng "miễn" | "Miễn" (Học viên sĩ quan) | "Miễn" | Thượng binh                  | Binh (Học viên sĩ quan)          | Binh (Học viên hạ sĩ quan)                        | Binh                                              |                                                               |
| Bài chi tiết: Quân hàm Lục quân Đức Quốc xã                  |                                                                                           |                                                                               |                                                                               |                                                                               |                                                                               |                                                                               |                                                                               |                                                              |                                                              |                                                              |                                                              |                                                              |                                                              |                                                              | | | | | | | | |                                                                                         |                                                      |                                                     |                                                                                     |                                                                                     | | | | |                              |                                  |                                                   |                                                   |                                                               |
| Không quân Đức Quốc xã ·                                     | [ 53 ] [ 54 ]                                                                             | [ 53 ] [ 54 ]                                                                 | [ 53 ] [ 54 ]                                                                 |                                                                               |                                                                               |                                                                               |                                                                               | [ 55 ]                                                       | [ 55 ]                                                       | [ 55 ]                                                       |                                                              |                                                              |                                                              |                                                              | [ 56 ] | [ 56 ] | [ 56 ] | [ 56 ] | | | | |                                                                                         |                                                      |                                                     | [ 57 ]                                                                              |                                                                                     | | | | |                              | Không có tương đương             | Không có phù hiệu trên tay áo                     | Không có phù hiệu trên tay áo                     | Không có phù hiệu trên tay áo                                 |
| Không quân Đức Quốc xã ·                                     | Stabsfeldwebel                                                                            | Stabsfeldwebel                                                                | Stabsfeldwebel                                                                | Fahnenjunker - Stabsfeldwebel                                                 | Fahnenjunker - Stabsfeldwebel                                                 | Fahnenjunker - Stabsfeldwebel                                                 | Fahnenjunker - Stabsfeldwebel                                                 | Oberfeldwebel                                                | Oberfeldwebel                                                | Oberfeldwebel                                                | Fahnenjunker - Oberfeldwebel                                 | Fahnenjunker - Oberfeldwebel                                 | Fahnenjunker - Oberfeldwebel                                 | Fahnenjunker - Oberfeldwebel                                 | Feldwebel | Feldwebel | Feldwebel | Feldwebel | Fahnenjunker - Feldwebel | Fahnenjunker - Feldwebel | Fahnenjunker - Feldwebel | Fahnenjunker - Feldwebel | Unterfeldwebel                                                                          | Fahnenjunker - Unterfeldwebel                        | Fahnenjunker - Unterfeldwebel                       | Unteroffizier                                                                       | Fahnenjunker - Unteroffizier                                                        | Fahnenjunker - Unteroffizier | Stabsgefreiter | Hauptgefreiter (sử dụng đến 1944) | Obergefreiter | Gefreiter                    | Không có tương đương             | Flieger                                           | Flieger                                           | Flieger                                                       |
| Không quân Đức Quốc xã ·                                     | Hộ vệ kỳ - Thượng sĩ tham mưu (Học viên sĩ quan)                                          | Hộ vệ kỳ - Thượng sĩ tham mưu (Học viên sĩ quan)                              | Hộ vệ kỳ - Thượng sĩ tham mưu (Học viên sĩ quan)                              | Thượng sĩ tham mưu                                                            | Thượng sĩ tham mưu                                                            | Thượng sĩ tham mưu                                                            | Thượng sĩ tham mưu                                                            | Hộ vệ kỳ - Thượng sĩ (Học viên sĩ quan)                      | Hộ vệ kỳ - Thượng sĩ (Học viên sĩ quan)                      | Hộ vệ kỳ - Thượng sĩ (Học viên sĩ quan)                      | Thượng sĩ                                                    | Thượng sĩ                                                    | Thượng sĩ                                                    | Thượng sĩ                                                    | Hộ vệ kỳ -Trung sĩ (Học viên sĩ quan) | Hộ vệ kỳ -Trung sĩ (Học viên sĩ quan) | Hộ vệ kỳ -Trung sĩ (Học viên sĩ quan) | Hộ vệ kỳ -Trung sĩ (Học viên sĩ quan) | Trung sĩ | Trung sĩ | Trung sĩ | Trung sĩ | Hộ vệ kỳ - Hạ sĩ (Học viên sĩ quan)                                                     | Hạ sĩ                                                | Hạ sĩ                                               | Hộ vệ kỳ - Hạ sĩ quan (Học viên sĩ quan)                                            | Hạ sĩ quan                                                                          | Hạ sĩ quan | Tham mưu "miễn" | "Miễn" chính | Thượng "miễn" | "Miễn"                       | Không có tương đương             | Không binh                                        | Không binh                                        | Không binh                                                    |
| Không quân Đức Quốc xã ·                                     | Bài chi tiết: Quân hàm Không quân Đức Quốc xã                                             |                                                                               |                                                                               |                                                                               |                                                                               |                                                                               |                                                                               |                                                              |                                                              |                                                              |                                                              |                                                              |                                                              |                                                              | | | | | | | | |                                                                                         |                                                      |                                                     |                                                                                     |                                                                                     | | | | |                              |                                  |                                                   |                                                   |                                                               |
| Nhóm cấp bậc                                                 | Cấp hạ sĩ quan cấp cao                                                                    | Cấp hạ sĩ quan cấp cao                                                        | Cấp hạ sĩ quan cấp cao                                                        | Cấp hạ sĩ quan cấp cao                                                        | Cấp hạ sĩ quan cấp cao                                                        | Cấp hạ sĩ quan cấp cao                                                        | Cấp hạ sĩ quan cấp cao                                                        | Cấp hạ sĩ quan cấp cao                                       | Cấp hạ sĩ quan cấp cao                                       | Cấp hạ sĩ quan cấp cao                                       | Cấp hạ sĩ quan cấp cao                                       | Cấp hạ sĩ quan cấp cao                                       | Cấp hạ sĩ quan cấp cao                                       | Cấp hạ sĩ quan cấp cao                                       | Cấp hạ sĩ quan cấp cao | Cấp hạ sĩ quan cấp cao | Cấp hạ sĩ quan cấp cao | Cấp hạ sĩ quan cấp cao | Cấp hạ sĩ quan cấp cao | Cấp hạ sĩ quan cấp cao | Cấp hạ sĩ quan cấp cao | Cấp hạ sĩ quan cấp cao | Cấp hạ sĩ quan cấp thấp                                                                 | Cấp hạ sĩ quan cấp thấp                              | Cấp hạ sĩ quan cấp thấp                             | Cấp hạ sĩ quan cấp thấp                                                             | Cấp hạ sĩ quan cấp thấp                                                             | Cấp hạ sĩ quan cấp thấp | Cấp binh | Cấp binh | Cấp binh | Cấp binh                     | Cấp binh                         | Cấp binh                                          | Cấp binh                                          | Cấp binh                                                      |
| Hải quân Đức Quốc xã ·                                       |                                                                                           |                                                                               |                                                                               |                                                                               |                                                                               |                                                                               |                                                                               |                                                              |                                                              |                                                              |                                                              |                                                              |                                                              |                                                              | | | | | | | | |                                                                                         |                                                      |                                                     |                                                                                     |                                                                                     | | | | |                              |                                  |                                                   |                                                   |                                                               |
| [ 58 ]                                                       | [ 58 ]                                                                                    | [ 58 ]                                                                        | [ 58 ]                                                                        | [ 58 ]                                                                        | [ 58 ]                                                                        | [ 58 ]                                                                        |                                                                               |                                                              |                                                              |                                                              |                                                              |                                                              |                                                              |                                                              | | | | | | | | [ 59 ] |                                                                                         |                                                      |                                                     |                                                                                     |                                                                                     | \| \| \| \| \| \| \| Matrosen - oberstabsgefreiter[y] \| Matrosen - stabsgefreiter[z] \| Matrosen - hauptgefreiter[aa] \| Matrosen - obergefreiter \| Matrosen - gefreiter \| \| Thủy thủ - Tham mưu "miễn" cao cấp \| Thủy thủ - Tham mưu "miễn" \| Thủy thủ - "Miễn" chính \| Thủy thủ - Thượng "miễn" \| Thủy thủ - "Miễn" \| | \| \| \| \| \| \| \| Matrosen - oberstabsgefreiter[y] \| Matrosen - stabsgefreiter[z] \| Matrosen - hauptgefreiter[aa] \| Matrosen - obergefreiter \| Matrosen - gefreiter \| \| Thủy thủ - Tham mưu "miễn" cao cấp \| Thủy thủ - Tham mưu "miễn" \| Thủy thủ - "Miễn" chính \| Thủy thủ - Thượng "miễn" \| Thủy thủ - "Miễn" \| | \| \| \| \| \| \| \| Matrosen - oberstabsgefreiter[y] \| Matrosen - stabsgefreiter[z] \| Matrosen - hauptgefreiter[aa] \| Matrosen - obergefreiter \| Matrosen - gefreiter \| \| Thủy thủ - Tham mưu "miễn" cao cấp \| Thủy thủ - Tham mưu "miễn" \| Thủy thủ - "Miễn" chính \| Thủy thủ - Thượng "miễn" \| Thủy thủ - "Miễn" \| | \| \| \| \| \| \| \| Matrosen - oberstabsgefreiter[y] \| Matrosen - stabsgefreiter[z] \| Matrosen - hauptgefreiter[aa] \| Matrosen - obergefreiter \| Matrosen - gefreiter \| \| Thủy thủ - Tham mưu "miễn" cao cấp \| Thủy thủ - Tham mưu "miễn" \| Thủy thủ - "Miễn" chính \| Thủy thủ - Thượng "miễn" \| Thủy thủ - "Miễn" \| | Không có tương đương         |                                  |                                                   |                                                   |                                                               |
| Stabsoberbootsmann                                           | Stabsoberbootsmann                                                                        | Stabsoberbootsmann                                                            | Stabsoberbootsmann                                                            | Stabsoberbootsmann                                                            | Stabsoberbootsmann                                                            | Stabsoberbootsmann                                                            | Oberbootsmann                                                                 | Oberbootsmann                                                | Oberbootsmann                                                | Stabsbootsmann                                               | Stabsbootsmann                                               | Stabsbootsmann                                               | Stabsbootsmann                                               | Bootsmann                                                    | Bootsmann | Bootsmann | Bootsmann | Bootsmann | Bootsmann | Bootsmann | Bootsmann | Obermaat (Obersteuermannmaat) | Obermaat (Oberbootsmannmaat)                                                            | Obermaat (Oberbootsmannmaat)                         | Maat (Steuermannmaat)                               | Maat (Bootsmannmaat)                                                                | Maat (Bootsmannmaat)                                                                | \| \| \| \| \| \| \| Matrosen - oberstabsgefreiter[y] \| Matrosen - stabsgefreiter[z] \| Matrosen - hauptgefreiter[aa] \| Matrosen - obergefreiter \| Matrosen - gefreiter \| \| Thủy thủ - Tham mưu "miễn" cao cấp \| Thủy thủ - Tham mưu "miễn" \| Thủy thủ - "Miễn" chính \| Thủy thủ - Thượng "miễn" \| Thủy thủ - "Miễn" \| | \| \| \| \| \| \| \| Matrosen - oberstabsgefreiter[y] \| Matrosen - stabsgefreiter[z] \| Matrosen - hauptgefreiter[aa] \| Matrosen - obergefreiter \| Matrosen - gefreiter \| \| Thủy thủ - Tham mưu "miễn" cao cấp \| Thủy thủ - Tham mưu "miễn" \| Thủy thủ - "Miễn" chính \| Thủy thủ - Thượng "miễn" \| Thủy thủ - "Miễn" \| | \| \| \| \| \| \| \| Matrosen - oberstabsgefreiter[y] \| Matrosen - stabsgefreiter[z] \| Matrosen - hauptgefreiter[aa] \| Matrosen - obergefreiter \| Matrosen - gefreiter \| \| Thủy thủ - Tham mưu "miễn" cao cấp \| Thủy thủ - Tham mưu "miễn" \| Thủy thủ - "Miễn" chính \| Thủy thủ - Thượng "miễn" \| Thủy thủ - "Miễn" \| | \| \| \| \| \| \| \| Matrosen - oberstabsgefreiter[y] \| Matrosen - stabsgefreiter[z] \| Matrosen - hauptgefreiter[aa] \| Matrosen - obergefreiter \| Matrosen - gefreiter \| \| Thủy thủ - Tham mưu "miễn" cao cấp \| Thủy thủ - Tham mưu "miễn" \| Thủy thủ - "Miễn" chính \| Thủy thủ - Thượng "miễn" \| Thủy thủ - "Miễn" \| | Không có tương đương         | Matrose                          | Matrose                                           | Matrose                                           |                                                               |
| Boong trưởng tham mưu cao cấp                                | Boong trưởng tham mưu cao cấp                                                             | Boong trưởng tham mưu cao cấp                                                 | Boong trưởng tham mưu cao cấp                                                 | Boong trưởng tham mưu cao cấp                                                 | Boong trưởng tham mưu cao cấp                                                 | Boong trưởng tham mưu cao cấp                                                 | Boong trưởng cao cấp                                                          | Boong trưởng cao cấp                                         | Boong trưởng cao cấp                                         | Boong trưởng tham mưu                                        | Boong trưởng tham mưu                                        | Boong trưởng tham mưu                                        | Boong trưởng tham mưu                                        | Boong trưởng                                                 | Boong trưởng | Boong trưởng | Boong trưởng | Boong trưởng | Boong trưởng | Boong trưởng | Boong trưởng | "Phó" cao cấp (Nhân viên lái tàu phụ cao cấp) | "Phó" cao cấp (Phó boong cao cấp)                                                       | "Phó" cao cấp (Phó boong cao cấp)                    | "Phó" (Nhân viên lái tàu phụ)                       | "Phó" (Phó boong)                                                                   | "Phó" (Phó boong)                                                                   | \| \| \| \| \| \| \| Matrosen - oberstabsgefreiter[y] \| Matrosen - stabsgefreiter[z] \| Matrosen - hauptgefreiter[aa] \| Matrosen - obergefreiter \| Matrosen - gefreiter \| \| Thủy thủ - Tham mưu "miễn" cao cấp \| Thủy thủ - Tham mưu "miễn" \| Thủy thủ - "Miễn" chính \| Thủy thủ - Thượng "miễn" \| Thủy thủ - "Miễn" \| | \| \| \| \| \| \| \| Matrosen - oberstabsgefreiter[y] \| Matrosen - stabsgefreiter[z] \| Matrosen - hauptgefreiter[aa] \| Matrosen - obergefreiter \| Matrosen - gefreiter \| \| Thủy thủ - Tham mưu "miễn" cao cấp \| Thủy thủ - Tham mưu "miễn" \| Thủy thủ - "Miễn" chính \| Thủy thủ - Thượng "miễn" \| Thủy thủ - "Miễn" \| | \| \| \| \| \| \| \| Matrosen - oberstabsgefreiter[y] \| Matrosen - stabsgefreiter[z] \| Matrosen - hauptgefreiter[aa] \| Matrosen - obergefreiter \| Matrosen - gefreiter \| \| Thủy thủ - Tham mưu "miễn" cao cấp \| Thủy thủ - Tham mưu "miễn" \| Thủy thủ - "Miễn" chính \| Thủy thủ - Thượng "miễn" \| Thủy thủ - "Miễn" \| | \| \| \| \| \| \| \| Matrosen - oberstabsgefreiter[y] \| Matrosen - stabsgefreiter[z] \| Matrosen - hauptgefreiter[aa] \| Matrosen - obergefreiter \| Matrosen - gefreiter \| \| Thủy thủ - Tham mưu "miễn" cao cấp \| Thủy thủ - Tham mưu "miễn" \| Thủy thủ - "Miễn" chính \| Thủy thủ - Thượng "miễn" \| Thủy thủ - "Miễn" \| | Không có tương đương         | Thủy thủ                         | Thủy thủ                                          | Thủy thủ                                          |                                                               |
| Bài chi tiết: Quân hàm Hải Đức Quốc xã                       |                                                                                           |                                                                               |                                                                               |                                                                               |                                                                               |                                                                               |                                                                               |                                                              |                                                              |                                                              |                                                              |                                                              |                                                              |                                                              | | | | | | | | |                                                                                         |                                                      |                                                     |                                                                                     |                                                                                     | | | | |                              |                                  |                                                   |                                                   |                                                               |
| Tổ chức Trợ giúp kỹ thuật khẩn cấp · (TENO) ·                |                                                                                           |                                                                               |                                                                               |                                                                               |                                                                               |                                                                               |                                                                               |                                                              |                                                              |                                                              |                                                              |                                                              |                                                              |                                                              | | | | | | | | |                                                                                         |                                                      |                                                     |                                                                                     |                                                                                     | | | | |                              |                                  |                                                   |                                                   |                                                               |
|                                                              |                                                                                           |                                                                               |                                                                               |                                                                               |                                                                               |                                                                               |                                                                               |                                                              |                                                              |                                                              |                                                              |                                                              |                                                              |                                                              | | | | | | | | Không có tương đương | Không có tương đương                                                                    | Không có tương đương                                 |                                                     |                                                                                     |                                                                                     | Không có tương đương | | | |                              |                                  |                                                   |                                                   |                                                               |
| TN-Stabsscharführer                                          | TN-Stabsscharführer                                                                       | TN-Stabsscharführer                                                           | TN-Stabsscharführer                                                           | TN-Stabsscharführer                                                           | TN-Stabsscharführer                                                           | TN-Stabsscharführer                                                           | TN-Hauptscharführer                                                           | TN-Hauptscharführer                                          | TN-Hauptscharführer                                          | TN-Hauptscharführer                                          | TN-Hauptscharführer                                          | TN-Hauptscharführer                                          | TN-Hauptscharführer                                          | TN-Oberscharführer                                           | TN-Oberscharführer | TN-Oberscharführer | TN-Oberscharführer | TN-Oberscharführer | TN-Oberscharführer | TN-Oberscharführer | TN-Oberscharführer | Không có tương đương | Không có tương đương                                                                    | Không có tương đương                                 | TN-Scharführer                                      | TN-Scharführer                                                                      | TN-Scharführer                                                                      | Không có tương đương | TN-Obervormann | TN-Vormann | TN-Vormann | TN-Mann                      | TN-Anwärter                      | TN-Anwärter                                       | TN-Anwärter                                       |                                                               |
| TN-Lãnh đạo đội tham mưu                                     | TN-Lãnh đạo đội tham mưu                                                                  | TN-Lãnh đạo đội tham mưu                                                      | TN-Lãnh đạo đội tham mưu                                                      | TN-Lãnh đạo đội tham mưu                                                      | TN-Lãnh đạo đội tham mưu                                                      | TN-Lãnh đạo đội tham mưu                                                      | TN-Lãnh đạo đội chính                                                         | TN-Lãnh đạo đội chính                                        | TN-Lãnh đạo đội chính                                        | TN-Lãnh đạo đội chính                                        | TN-Lãnh đạo đội chính                                        | TN-Lãnh đạo đội chính                                        | TN-Lãnh đạo đội chính                                        | TN-Lãnh đạo đội cao cấp                                      | TN-Lãnh đạo đội cao cấp | TN-Lãnh đạo đội cao cấp | TN-Lãnh đạo đội cao cấp | TN-Lãnh đạo đội cao cấp | TN-Lãnh đạo đội cao cấp | TN-Lãnh đạo đội cao cấp | TN-Lãnh đạo đội cao cấp | Không có tương đương | Không có tương đương                                                                    | Không có tương đương                                 | TN-Lãnh đạo đội                                     | TN-Lãnh đạo đội                                                                     | TN-Lãnh đạo đội                                                                     | Không có tương đương | TN-Đốc công cao cấp | TN-Đốc công | TN-Đốc công | TN-Nhân viên                 | TN-Ứng viên                      | TN-Ứng viên                                       | TN-Ứng viên                                       |                                                               |
| Bài chi tiết: Tổ chức Trợ giúp kỹ thuật khẩn cấp Đức Quốc xã |                                                                                           |                                                                               |                                                                               |                                                                               |                                                                               |                                                                               |                                                                               |                                                              |                                                              |                                                              |                                                              |                                                              |                                                              |                                                              | | | | | | | | |                                                                                         |                                                      |                                                     |                                                                                     |                                                                                     | | | | |                              |                                  |                                                   |                                                   |                                                               |
| Hội chữ thập đỏ Đức · (DRK) ·                                |                                                                                           |                                                                               |                                                                               |                                                                               |                                                                               |                                                                               |                                                                               |                                                              |                                                              |                                                              |                                                              |                                                              |                                                              |                                                              | | | | | | | | |                                                                                         |                                                      |                                                     |                                                                                     |                                                                                     | | | | |                              |                                  |                                                   |                                                   |                                                               |
| [ 22 ]                                                       | [ 22 ]                                                                                    | [ 22 ]                                                                        | [ 22 ]                                                                        | [ 22 ]                                                                        | [ 22 ]                                                                        | [ 22 ]                                                                        |                                                                               |                                                              |                                                              |                                                              |                                                              |                                                              |                                                              |                                                              | | | | | | | | |                                                                                         |                                                      |                                                     |                                                                                     |                                                                                     | Không có tương đương | Không có tương đương | | | Không có tương đương         |                                  |                                                   |                                                   |                                                               |
| DRK-Haupthelfer (mit Zugführer Prüfung)                      | DRK-Haupthelfer (mit Zugführer Prüfung)                                                   | DRK-Haupthelfer (mit Zugführer Prüfung)                                       | DRK-Haupthelfer (mit Zugführer Prüfung)                                       | DRK-Haupthelfer (mit Zugführer Prüfung)                                       | DRK-Haupthelfer (mit Zugführer Prüfung)                                       | DRK-Haupthelfer (mit Zugführer Prüfung)                                       | DRK-Haupthelfer                                                               | DRK-Haupthelfer                                              | DRK-Haupthelfer                                              | DRK-Haupthelfer                                              | DRK-Haupthelfer                                              | DRK-Haupthelfer                                              | DRK-Haupthelfer                                              | DRK-Oberhelfer                                               | DRK-Oberhelfer | DRK-Oberhelfer | DRK-Oberhelfer | DRK-Oberhelfer | DRK-Oberhelfer | DRK-Oberhelfer | DRK-Oberhelfer | DRK-Vorhelfer (mit Gruppenführer Prüfung) | DRK-Vorhelfer (mit Gruppenführer Prüfung)                                               | DRK-Vorhelfer (mit Gruppenführer Prüfung)            | DRK-Vorhelfer                                       | DRK-Vorhelfer                                                                       | DRK-Vorhelfer                                                                       | Không có tương đương | Không có tương đương | DRK-Helfer | DRK-Helfer | Không có tương đương         | DRK-Anwärter                     | DRK-Anwärter                                      | DRK-Anwärter                                      |                                                               |
| DRK-Nhân viên hỗ trợ chính (với kỳ thi cáp trung đội)        | DRK-Nhân viên hỗ trợ chính (với kỳ thi cáp trung đội)                                     | DRK-Nhân viên hỗ trợ chính (với kỳ thi cáp trung đội)                         | DRK-Nhân viên hỗ trợ chính (với kỳ thi cáp trung đội)                         | DRK-Nhân viên hỗ trợ chính (với kỳ thi cáp trung đội)                         | DRK-Nhân viên hỗ trợ chính (với kỳ thi cáp trung đội)                         | DRK-Nhân viên hỗ trợ chính (với kỳ thi cáp trung đội)                         | DRK-Nhân viên hỗ trợ chính                                                    | DRK-Nhân viên hỗ trợ chính                                   | DRK-Nhân viên hỗ trợ chính                                   | DRK-Nhân viên hỗ trợ chính                                   | DRK-Nhân viên hỗ trợ chính                                   | DRK-Nhân viên hỗ trợ chính                                   | DRK-Nhân viên hỗ trợ chính                                   | DRK-Nhân viên hỗ trợ cao cấp                                 | DRK-Nhân viên hỗ trợ cao cấp | DRK-Nhân viên hỗ trợ cao cấp | DRK-Nhân viên hỗ trợ cao cấp | DRK-Nhân viên hỗ trợ cao cấp | DRK-Nhân viên hỗ trợ cao cấp | DRK-Nhân viên hỗ trợ cao cấp | DRK-Nhân viên hỗ trợ cao cấp | DRK-Nhân viên hỗ trợ tuyến đầu (với kì thi cấp nhóm) | DRK-Nhân viên hỗ trợ tuyến đầu (với kì thi cấp nhóm)                                    | DRK-Nhân viên hỗ trợ tuyến đầu (với kì thi cấp nhóm) | DRK-Nhân viên hỗ trợ tuyến đầu                      | DRK-Nhân viên hỗ trợ tuyến đầu                                                      | DRK-Nhân viên hỗ trợ tuyến đầu                                                      | Không có tương đương | Không có tương đương | DRK-Nhân viên hỗ trợ | DRK-Nhân viên hỗ trợ | Không có tương đương         | DRK-Ứng viên                     | DRK-Ứng viên                                      | DRK-Ứng viên                                      |                                                               |
| Bài chi tiết: Cấp bậc Hội chữ thập đỏ Đức                    |                                                                                           |                                                                               |                                                                               |                                                                               |                                                                               |                                                                               |                                                                               |                                                              |                                                              |                                                              |                                                              |                                                              |                                                              |                                                              | | | | | | | | |                                                                                         |                                                      |                                                     |                                                                                     |                                                                                     | | | | |                              |                                  |                                                   |                                                   |                                                               |
| Nhóm cấp bậc                                                 | Cấp hạ sĩ quan cấp cao                                                                    | Cấp hạ sĩ quan cấp cao                                                        | Cấp hạ sĩ quan cấp cao                                                        | Cấp hạ sĩ quan cấp cao                                                        | Cấp hạ sĩ quan cấp cao                                                        | Cấp hạ sĩ quan cấp cao                                                        | Cấp hạ sĩ quan cấp cao                                                        | Cấp hạ sĩ quan cấp cao                                       | Cấp hạ sĩ quan cấp cao                                       | Cấp hạ sĩ quan cấp cao                                       | Cấp hạ sĩ quan cấp cao                                       | Cấp hạ sĩ quan cấp cao                                       | Cấp hạ sĩ quan cấp cao                                       | Cấp hạ sĩ quan cấp cao                                       | Cấp hạ sĩ quan cấp cao | Cấp hạ sĩ quan cấp cao | Cấp hạ sĩ quan cấp cao | Cấp hạ sĩ quan cấp cao | Cấp hạ sĩ quan cấp cao | Cấp hạ sĩ quan cấp cao | Cấp hạ sĩ quan cấp cao | Cấp hạ sĩ quan cấp cao | Cấp hạ sĩ quan cấp thấp                                                                 | Cấp hạ sĩ quan cấp thấp                              | Cấp hạ sĩ quan cấp thấp                             | Cấp hạ sĩ quan cấp thấp                                                             | Cấp hạ sĩ quan cấp thấp                                                             | Cấp hạ sĩ quan cấp thấp | Cấp binh | Cấp binh | Cấp binh | Cấp binh                     | Cấp binh                         | Cấp binh                                          | Cấp binh                                          | Cấp binh                                                      |
| Waffen-SS & Allgemeine SS ·                                  | [ ab ]                                                                                    | [ ab ]                                                                        | [ ab ]                                                                        | Nhiều cấp hiệu cổ áo, cầu vai (Tùy thuộc vào cấp bậc)                         | Nhiều cấp hiệu cổ áo, cầu vai (Tùy thuộc vào cấp bậc)                         | Nhiều cấp hiệu cổ áo, cầu vai (Tùy thuộc vào cấp bậc)                         | Nhiều cấp hiệu cổ áo, cầu vai (Tùy thuộc vào cấp bậc)                         |                                                              |                                                              |                                                              |                                                              |                                                              |                                                              |                                                              | | | | | | | | |                                                                                         |                                                      |                                                     |                                                                                     |                                                                                     | | Không có tương đương | | |                              |                                  |                                                   |                                                   |                                                               |
| Waffen-SS & Allgemeine SS ·                                  | SS-Sturmscharführer                                                                       | SS-Sturmscharführer                                                           | SS-Sturmscharführer                                                           | SS-Stabsscharführer                                                           | SS-Stabsscharführer                                                           | SS-Stabsscharführer                                                           | SS-Stabsscharführer                                                           | SS-Standartenoberjunker OA                                   | SS-Standartenoberjunker OA                                   | SS-Standartenoberjunker OA                                   | SS-Hauptscharführer                                          | SS-Hauptscharführer                                          | SS-Hauptscharführer                                          | SS-Hauptscharführer                                          | SS-Standartenjunker OA | SS-Standartenjunker OA | SS-Standartenjunker OA | SS-Standartenjunker OA | SS-Oberscharführer | SS-Oberscharführer | SS-Oberscharführer | SS-Oberscharführer | SS-SS-Oberjunker OA                                                                     | SS-Scharführer                                       | SS-Scharführer                                      | SS-Junker OA                                                                        | SS-Unterscharführer                                                                 | SS-Unterscharführer | Không có tương đương | SS-Rottenführer | SS-Sturmmann | SS-Sturmmann                 | SS-Oberschütze                   | SS-Schütze                                        | SS-Schütze                                        | SS-Schütze                                                    |
| Waffen-SS & Allgemeine SS ·                                  | SS-Lãnh đạo đội xung kích                                                                 | SS-Lãnh đạo đội xung kích                                                     | SS-Lãnh đạo đội xung kích                                                     | SS-Lãnh đạo đội tham mưu                                                      | SS-Lãnh đạo đội tham mưu                                                      | SS-Lãnh đạo đội tham mưu                                                      | SS-Lãnh đạo đội tham mưu                                                      | SS-Học viên sĩ quan tiêu chuẩn cao cấp                       | SS-Học viên sĩ quan tiêu chuẩn cao cấp                       | SS-Học viên sĩ quan tiêu chuẩn cao cấp                       | SS-Lãnh đạo đội chính                                        | SS-Lãnh đạo đội chính                                        | SS-Lãnh đạo đội chính                                        | SS-Lãnh đạo đội chính                                        | SS-Học viên sĩ quan tiêu chuẩn | SS-Học viên sĩ quan tiêu chuẩn | SS-Học viên sĩ quan tiêu chuẩn | SS-Học viên sĩ quan tiêu chuẩn | SS-Lãnh đạo đội cao cấp | SS-Lãnh đạo đội cao cấp | SS-Lãnh đạo đội cao cấp | SS-Lãnh đạo đội cao cấp | SS-Học viên sĩ quan cao cấp                                                             | SS-Lãnh đạo đội                                      | SS-Lãnh đạo đội                                     | SS-Học viên sĩ quan                                                                 | SS-Lãnh đạo đội cấp thấp                                                            | SS-Lãnh đạo đội cấp thấp | Không có tương đương | SS-Lãnh đạo tiểu đội | SS-Xung kích viên | SS-Xung kích viên            | SS-Lính mang súng trường cao cấp | SS-Lính mang súng trường                          | SS-Lính mang súng trường                          | SS-Lính mang súng trường                                      |
| Waffen-SS & Allgemeine SS ·                                  | Bài chi tiết: Quân hàm lực lượng Waffen-SS                                                |                                                                               |                                                                               |                                                                               |                                                                               |                                                                               |                                                                               |                                                              |                                                              |                                                              |                                                              |                                                              |                                                              |                                                              | | | | | | | | |                                                                                         |                                                      |                                                     |                                                                                     |                                                                                     | | | | |                              |                                  |                                                   |                                                   |                                                               |
| Cảnh sát trật tự · (Orpo) ·                                  | [ ac ]                                                                                    | [ ac ]                                                                        | [ ac ]                                                                        | Không có tương đương                                                          | Không có tương đương                                                          | Không có tương đương                                                          | Không có tương đương                                                          |                                                              |                                                              |                                                              |                                                              |                                                              |                                                              |                                                              | | | | | | | | |                                                                                         |                                                      |                                                     |                                                                                     |                                                                                     | | Không có tương đương | | |                              | Không có tương đương             | Không có cấp hiệu                                 | Không có cấp hiệu                                 | Không có cấp hiệu                                             |
| Cảnh sát trật tự · (Orpo) ·                                  | Meister                                                                                   | Meister                                                                       | Meister                                                                       | Không có tương đương                                                          | Không có tương đương                                                          | Không có tương đương                                                          | Không có tương đương                                                          | Hauptwachtmeister                                            | Hauptwachtmeister                                            | Hauptwachtmeister                                            | Hauptwachtmeister                                            | Hauptwachtmeister                                            | Hauptwachtmeister                                            | Hauptwachtmeister                                            | Revier Oberwachtmeister * Revieroberwachtmeister (Schupo) * Bezirksoberwachtmeister (Gendarmerie) * Zugwachtmeister (Kasernierte Polizei)                          | Revier Oberwachtmeister * Revieroberwachtmeister (Schupo) * Bezirksoberwachtmeister (Gendarmerie) * Zugwachtmeister (Kasernierte Polizei)                          | Revier Oberwachtmeister * Revieroberwachtmeister (Schupo) * Bezirksoberwachtmeister (Gendarmerie) * Zugwachtmeister (Kasernierte Polizei)                          | Revier Oberwachtmeister * Revieroberwachtmeister (Schupo) * Bezirksoberwachtmeister (Gendarmerie) * Zugwachtmeister (Kasernierte Polizei)                          | Revier Oberwachtmeister * Revieroberwachtmeister (Schupo) * Bezirksoberwachtmeister (Gendarmerie) * Zugwachtmeister (Kasernierte Polizei)                          | Revier Oberwachtmeister * Revieroberwachtmeister (Schupo) * Bezirksoberwachtmeister (Gendarmerie) * Zugwachtmeister (Kasernierte Polizei)                          | Revier Oberwachtmeister * Revieroberwachtmeister (Schupo) * Bezirksoberwachtmeister (Gendarmerie) * Zugwachtmeister (Kasernierte Polizei)                          | Revier Oberwachtmeister * Revieroberwachtmeister (Schupo) * Bezirksoberwachtmeister (Gendarmerie) * Zugwachtmeister (Kasernierte Polizei)                          | Oberwachtmeister                                                                        | Oberwachtmeister                                     | Oberwachtmeister                                    | Wachtmeister                                                                        | Wachtmeister                                                                        | Wachtmeister | Không có tương đương | Rottmeister | Unterwachtmeister | Unterwachtmeister            | Không có tương đương             | Anwärter                                          | Anwärter                                          | Anwärter                                                      |
| Cảnh sát trật tự · (Orpo) ·                                  | Cảnh sát chuyên nghiệp                                                                    | Cảnh sát chuyên nghiệp                                                        | Cảnh sát chuyên nghiệp                                                        | Không có tương đương                                                          | Không có tương đương                                                          | Không có tương đương                                                          | Không có tương đương                                                          | Giám sát sư chính                                            | Giám sát sư chính                                            | Giám sát sư chính                                            | Giám sát sư chính                                            | Giám sát sư chính                                            | Giám sát sư chính                                            | Giám sát sư chính                                            | Giám sát sư khu vực cấp cao * Giám sát sư khu vực cấp cao (Cảnh sát cảnh vệ) * Giám sát sư quận cấp cao (Sen đầm) * Giám sát sư đồn trú cấp cao (Cảnh sát đồn trú) | Giám sát sư khu vực cấp cao * Giám sát sư khu vực cấp cao (Cảnh sát cảnh vệ) * Giám sát sư quận cấp cao (Sen đầm) * Giám sát sư đồn trú cấp cao (Cảnh sát đồn trú) | Giám sát sư khu vực cấp cao * Giám sát sư khu vực cấp cao (Cảnh sát cảnh vệ) * Giám sát sư quận cấp cao (Sen đầm) * Giám sát sư đồn trú cấp cao (Cảnh sát đồn trú) | Giám sát sư khu vực cấp cao * Giám sát sư khu vực cấp cao (Cảnh sát cảnh vệ) * Giám sát sư quận cấp cao (Sen đầm) * Giám sát sư đồn trú cấp cao (Cảnh sát đồn trú) | Giám sát sư khu vực cấp cao * Giám sát sư khu vực cấp cao (Cảnh sát cảnh vệ) * Giám sát sư quận cấp cao (Sen đầm) * Giám sát sư đồn trú cấp cao (Cảnh sát đồn trú) | Giám sát sư khu vực cấp cao * Giám sát sư khu vực cấp cao (Cảnh sát cảnh vệ) * Giám sát sư quận cấp cao (Sen đầm) * Giám sát sư đồn trú cấp cao (Cảnh sát đồn trú) | Giám sát sư khu vực cấp cao * Giám sát sư khu vực cấp cao (Cảnh sát cảnh vệ) * Giám sát sư quận cấp cao (Sen đầm) * Giám sát sư đồn trú cấp cao (Cảnh sát đồn trú) | Giám sát sư khu vực cấp cao * Giám sát sư khu vực cấp cao (Cảnh sát cảnh vệ) * Giám sát sư quận cấp cao (Sen đầm) * Giám sát sư đồn trú cấp cao (Cảnh sát đồn trú) | Giám sát sư cấp cao                                                                     | Giám sát sư cấp cao                                  | Giám sát sư cấp cao                                 | Giám sát sư                                                                         | Giám sát sư                                                                         | Giám sát sư | Không có tương đương | Đội sư | Giám sát sư cấp thấp | Giám sát sư cấp thấp         | Không có tương đương             | Ứng viên                                          | Ứng viên                                          | Ứng viên                                                      |
| Cảnh sát trật tự · (Orpo) ·                                  | Bài chi tiết: Quân hàm lực lượng Cảnh sát trật tự                                         |                                                                               |                                                                               |                                                                               |                                                                               |                                                                               |                                                                               |                                                              |                                                              |                                                              |                                                              |                                                              |                                                              |                                                              | | | | | | | | |                                                                                         |                                                      |                                                     |                                                                                     |                                                                                     | | | | |                              |                                  |                                                   |                                                   |                                                               |
| Lực lượng bão táp · (SA) ·                                   | [ ad ]                                                                                    | [ ad ]                                                                        | [ ad ]                                                                        | [ ad ]                                                                        | [ ad ]                                                                        | [ ad ]                                                                        | [ ad ]                                                                        |                                                              |                                                              |                                                              |                                                              |                                                              |                                                              |                                                              | | | | | | | | |                                                                                         |                                                      |                                                     |                                                                                     |                                                                                     | | Không có tương đương | | |                              | Không có tương đương             |                                                   |                                                   | Không có cấp hiệu                                             |
| Lực lượng bão táp · (SA) ·                                   | SA-Haupttruppführer                                                                       | SA-Haupttruppführer                                                           | SA-Haupttruppführer                                                           | SA-Haupttruppführer                                                           | SA-Haupttruppführer                                                           | SA-Haupttruppführer                                                           | SA-Haupttruppführer                                                           | SA-Obertruppführer                                           | SA-Obertruppführer                                           | SA-Obertruppführer                                           | SA-Obertruppführer                                           | SA-Obertruppführer                                           | SA-Obertruppführer                                           | SA-Obertruppführer                                           | SA-Truppführer | SA-Truppführer | SA-Truppführer | SA-Truppführer | SA-Truppführer | SA-Truppführer | SA-Truppführer | SA-Truppführer | SA-Oberscharführer                                                                      | SA-Oberscharführer                                   | SA-Oberscharführer                                  | SA-Scharführer                                                                      | SA-Scharführer                                                                      | SA-Scharführer | Không có tương đương | SA-Rottenführer | SA-Sturmmann | SA-Sturmmann                 | Không có tương đương             | SA-Mann                                           | SA-Mann                                           | SA-Anwärter                                                   |
| Lực lượng bão táp · (SA) ·                                   | SA-Lãnh đạo cơ đội chính                                                                  | SA-Lãnh đạo cơ đội chính                                                      | SA-Lãnh đạo cơ đội chính                                                      | SA-Lãnh đạo cơ đội chính                                                      | SA-Lãnh đạo cơ đội chính                                                      | SA-Lãnh đạo cơ đội chính                                                      | SA-Lãnh đạo cơ đội chính                                                      | SA-Lãnh đạo cơ đội cao cấp                                   | SA-Lãnh đạo cơ đội cao cấp                                   | SA-Lãnh đạo cơ đội cao cấp                                   | SA-Lãnh đạo cơ đội cao cấp                                   | SA-Lãnh đạo cơ đội cao cấp                                   | SA-Lãnh đạo cơ đội cao cấp                                   | SA-Lãnh đạo cơ đội cao cấp                                   | SA-Lãnh đạo cơ đội | SA-Lãnh đạo cơ đội | SA-Lãnh đạo cơ đội | SA-Lãnh đạo cơ đội | SA-Lãnh đạo cơ đội | SA-Lãnh đạo cơ đội | SA-Lãnh đạo cơ đội | SA-Lãnh đạo cơ đội | SA-Lãnh đạo phân đội cao cấp                                                            | SA-Lãnh đạo phân đội cao cấp                         | SA-Lãnh đạo phân đội cao cấp                        | SA-Lãnh đạo phân đội                                                                | SA-Lãnh đạo phân đội                                                                | SA-Lãnh đạo phân đội | Không có tương đương | SA-Lãnh đạo tiểu đội | SA-Xung kích viên | SA-Xung kích viên            | Không có tương đương             | SA-Thành viên                                     | SA-Thành viên                                     | SA-Ứng viên                                                   |
| Lực lượng bão táp · (SA) ·                                   | Bài chi tiết: Quân hàm và đồng phục Lực lượng bão táp                                     |                                                                               |                                                                               |                                                                               |                                                                               |                                                                               |                                                                               |                                                              |                                                              |                                                              |                                                              |                                                              |                                                              |                                                              | | | | | | | | |                                                                                         |                                                      |                                                     |                                                                                     |                                                                                     | | | | |                              |                                  |                                                   |                                                   |                                                               |
| Quân đoàn Cơ giới Quốc gia Xã hội chủ nghĩa · (NSKK) ·       | [ ae ]                                                                                    | [ ae ]                                                                        | [ ae ]                                                                        | [ ae ]                                                                        | [ ae ]                                                                        | [ ae ]                                                                        | [ ae ]                                                                        |                                                              |                                                              |                                                              |                                                              |                                                              |                                                              |                                                              | | | | | | | | |                                                                                         |                                                      |                                                     |                                                                                     |                                                                                     | | Không có tương đương | | |                              | Không có tương đương             | Không có cấp hiệu cầu vai                         | Không có cấp hiệu cầu vai                         | Không có cấp hiệu cầu vai                                     |
| Quân đoàn Cơ giới Quốc gia Xã hội chủ nghĩa · (NSKK) ·       | NSKK-Haupttruppführer                                                                     | NSKK-Haupttruppführer                                                         | NSKK-Haupttruppführer                                                         | NSKK-Haupttruppführer                                                         | NSKK-Haupttruppführer                                                         | NSKK-Haupttruppführer                                                         | NSKK-Haupttruppführer                                                         | NSKK-Obertruppführer                                         | NSKK-Obertruppführer                                         | NSKK-Obertruppführer                                         | NSKK-Obertruppführer                                         | NSKK-Obertruppführer                                         | NSKK-Obertruppführer                                         | NSKK-Obertruppführer                                         | NSKK-Truppführer | NSKK-Truppführer | NSKK-Truppführer | NSKK-Truppführer | NSKK-Truppführer | NSKK-Truppführer | NSKK-Truppführer | NSKK-Truppführer | NSKK-Oberscharführer                                                                    | NSKK-Oberscharführer                                 | NSKK-Oberscharführer                                | NSKK-Scharführer                                                                    | NSKK-Scharführer                                                                    | NSKK-Scharführer | Không có tương đương | NSKK-Rottenführer | NSKK-Sturmmann | NSKK-Sturmmann               | Không có tương đương             | NSKK-Mann                                         | NSKK-Mann                                         | NSKK-Mann                                                     |
| Quân đoàn Cơ giới Quốc gia Xã hội chủ nghĩa · (NSKK) ·       | NSKK-Lãnh đạo cơ đội chính                                                                | NSKK-Lãnh đạo cơ đội chính                                                    | NSKK-Lãnh đạo cơ đội chính                                                    | NSKK-Lãnh đạo cơ đội chính                                                    | NSKK-Lãnh đạo cơ đội chính                                                    | NSKK-Lãnh đạo cơ đội chính                                                    | NSKK-Lãnh đạo cơ đội chính                                                    | NSKK-Lãnh đạo cơ đội cao cấp                                 | NSKK-Lãnh đạo cơ đội cao cấp                                 | NSKK-Lãnh đạo cơ đội cao cấp                                 | NSKK-Lãnh đạo cơ đội cao cấp                                 | NSKK-Lãnh đạo cơ đội cao cấp                                 | NSKK-Lãnh đạo cơ đội cao cấp                                 | NSKK-Lãnh đạo cơ đội cao cấp                                 | NSKK-Lãnh đạo cơ đội | NSKK-Lãnh đạo cơ đội | NSKK-Lãnh đạo cơ đội | NSKK-Lãnh đạo cơ đội | NSKK-Lãnh đạo cơ đội | NSKK-Lãnh đạo cơ đội | NSKK-Lãnh đạo cơ đội | NSKK-Lãnh đạo cơ đội | NSKK-Lãnh đạo phân đội cao cấp                                                          | NSKK-Lãnh đạo phân đội cao cấp                       | NSKK-Lãnh đạo phân đội cao cấp                      | NSKK-Lãnh đạo phân đội                                                              | NSKK-Lãnh đạo phân đội                                                              | NSKK-Lãnh đạo phân đội | Không có tương đương | NSKK-Lãnh đạo tiểu đội | NSKK-Cơ binh xung kích | NSKK-Cơ binh xung kích       | Không có tương đương             | NSKK-Cơ binh                                      | NSKK-Cơ binh                                      | NSKK-Cơ binh                                                  |
| Quân đoàn Cơ giới Quốc gia Xã hội chủ nghĩa · (NSKK) ·       | Bài chi tiết: Quân hàm Quân đoàn cơ giới Quốc gia xã hội chủ nghĩa                        |                                                                               |                                                                               |                                                                               |                                                                               |                                                                               |                                                                               |                                                              |                                                              |                                                              |                                                              |                                                              |                                                              |                                                              | | | | | | | | |                                                                                         |                                                      |                                                     |                                                                                     |                                                                                     | | | | |                              |                                  |                                                   |                                                   |                                                               |
| Quân đoàn Hàng không Quốc gia Xã hội chủ nghĩa · (NSFK) ·    | [ af ]                                                                                    | [ af ]                                                                        | [ af ]                                                                        | [ af ]                                                                        | [ af ]                                                                        | [ af ]                                                                        | [ af ]                                                                        | [ af ]                                                       | [ af ]                                                       | [ af ]                                                       | [ af ]                                                       | [ af ]                                                       | [ af ]                                                       | [ af ]                                                       | | | | | | | | |                                                                                         |                                                      |                                                     |                                                                                     |                                                                                     | | Không có tương đương | | |                              | Không có tương đương             |                                                   |                                                   | Không có cấp hiệu                                             |
| Quân đoàn Hàng không Quốc gia Xã hội chủ nghĩa · (NSFK) ·    | NSFK-Obertruppführer                                                                      | NSFK-Obertruppführer                                                          | NSFK-Obertruppführer                                                          | NSFK-Obertruppführer                                                          | NSFK-Obertruppführer                                                          | NSFK-Obertruppführer                                                          | NSFK-Obertruppführer                                                          | NSFK-Obertruppführer                                         | NSFK-Obertruppführer                                         | NSFK-Obertruppführer                                         | NSFK-Obertruppführer                                         | NSFK-Obertruppführer                                         | NSFK-Obertruppführer                                         | NSFK-Obertruppführer                                         | NSFK-Truppführer | NSFK-Truppführer | NSFK-Truppführer | NSFK-Truppführer | NSFK-Truppführer | NSFK-Truppführer | NSFK-Truppführer | NSFK-Truppführer | NSFK-Oberscharführer                                                                    | NSFK-Oberscharführer                                 | NSFK-Oberscharführer                                | NSFK-Scharführer                                                                    | NSFK-Scharführer                                                                    | NSFK-Scharführer | Không có tương đương | NSFK-Rottenführer | NSFK-Sturmmann | NSFK-Sturmmann               | Không có tương đương             | NSFK-Mann                                         | NSFK-Mann                                         | NSFK-Anwärter                                                 |
| Quân đoàn Hàng không Quốc gia Xã hội chủ nghĩa · (NSFK) ·    | NSFK-Lãnh đạo cơ đội cao cấp                                                              | NSFK-Lãnh đạo cơ đội cao cấp                                                  | NSFK-Lãnh đạo cơ đội cao cấp                                                  | NSFK-Lãnh đạo cơ đội cao cấp                                                  | NSFK-Lãnh đạo cơ đội cao cấp                                                  | NSFK-Lãnh đạo cơ đội cao cấp                                                  | NSFK-Lãnh đạo cơ đội cao cấp                                                  | NSFK-Lãnh đạo cơ đội cao cấp                                 | NSFK-Lãnh đạo cơ đội cao cấp                                 | NSFK-Lãnh đạo cơ đội cao cấp                                 | NSFK-Lãnh đạo cơ đội cao cấp                                 | NSFK-Lãnh đạo cơ đội cao cấp                                 | NSFK-Lãnh đạo cơ đội cao cấp                                 | NSFK-Lãnh đạo cơ đội cao cấp                                 | NSFK-Lãnh đạo cơ đội | NSFK-Lãnh đạo cơ đội | NSFK-Lãnh đạo cơ đội | NSFK-Lãnh đạo cơ đội | NSFK-Lãnh đạo cơ đội | NSFK-Lãnh đạo cơ đội | NSFK-Lãnh đạo cơ đội | NSFK-Lãnh đạo cơ đội | NSFK-Lãnh đạo phân đội cao cấp                                                          | NSFK-Lãnh đạo phân đội cao cấp                       | NSFK-Lãnh đạo phân đội cao cấp                      | NSFK-Lãnh đạo phân đội                                                              | NSFK-Lãnh đạo phân đội                                                              | NSFK-Lãnh đạo phân đội | Không có tương đương | NSFK-Lãnh đạo tiểu đội | NSFK-Cơ binh xung kích | NSFK-Cơ binh xung kích       | Không có tương đương             | NSFK-Cơ binh                                      | NSFK-Cơ binh                                      | NSFK-Ứng viên                                                 |
| Quân đoàn Hàng không Quốc gia Xã hội chủ nghĩa · (NSFK) ·    | Bài chi tiết: Quân hàm Quân đoàn Hàng không Quốc gia Xã hội chủ nghĩa                     |                                                                               |                                                                               |                                                                               |                                                                               |                                                                               |                                                                               |                                                              |                                                              |                                                              |                                                              |                                                              |                                                              |                                                              | | | | | | | | |                                                                                         |                                                      |                                                     |                                                                                     |                                                                                     | | | | |                              |                                  |                                                   |                                                   |                                                               |
| Liên đoàn bảo vệ không kích đế chế · (RLB) ·                 | Không thành lập                                                                           | Không thành lập                                                               | Không thành lập                                                               | Không thành lập                                                               | Không thành lập                                                               | Không thành lập                                                               | Không thành lập                                                               | Không thành lập                                              | Không thành lập                                              | Không thành lập                                              | Không thành lập                                              | Không thành lập                                              | Không thành lập                                              | Không thành lập                                              | Không thành lập | Không thành lập | Không thành lập | Không thành lập | Không thành lập | Không thành lập | Không thành lập | Không thành lập | [ ag ]                                                                                  | [ ag ]                                               | [ ag ]                                              |                                                                                     |                                                                                     | | | | |                              | Không có tương đương             |                                                   |                                                   |                                                               |
| Liên đoàn bảo vệ không kích đế chế · (RLB) ·                 | Không thành lập                                                                           | Không thành lập                                                               | Không thành lập                                                               | Không thành lập                                                               | Không thành lập                                                               | Không thành lập                                                               | Không thành lập                                                               | Không thành lập                                              | Không thành lập                                              | Không thành lập                                              | Không thành lập                                              | Không thành lập                                              | Không thành lập                                              | Không thành lập                                              | Không thành lập | Không thành lập | Không thành lập | Không thành lập | Không thành lập | Không thành lập | Không thành lập | Không thành lập | Luftschutzobertruppmeister                                                              | Luftschutzobertruppmeister                           | Luftschutzobertruppmeister                          | Luftschutztruppmeister                                                              | Luftschutztruppmeister                                                              | Luftschutztruppmeister | Luftschutzobertruppwart | Luftschutztruppwart | Luftschutzobertruppmann | Luftschutzobertruppmann      | Không có tương đương             | Luftschutztruppmann                               | Luftschutztruppmann                               | Luftschutztruppmann                                           |
| Liên đoàn bảo vệ không kích đế chế · (RLB) ·                 | Không thành lập                                                                           | Không thành lập                                                               | Không thành lập                                                               | Không thành lập                                                               | Không thành lập                                                               | Không thành lập                                                               | Không thành lập                                                               | Không thành lập                                              | Không thành lập                                              | Không thành lập                                              | Không thành lập                                              | Không thành lập                                              | Không thành lập                                              | Không thành lập                                              | Không thành lập | Không thành lập | Không thành lập | Không thành lập | Không thành lập | Không thành lập | Không thành lập | Không thành lập | Cơ sư phòng không cao cấp                                                               | Cơ sư phòng không cao cấp                            | Cơ sư phòng không cao cấp                           | Cơ sư phòng không                                                                   | Cơ sư phòng không                                                                   | Cơ sư phòng không | Giám sát cơ đội phòng không cao cấp | Giám sát cơ đội phòng không | Cơ binh phòng không cao cấp | Cơ binh phòng không cao cấp  | Không có tương đương             | Cơ binh phòng không                               | Cơ binh phòng không                               | Cơ binh phòng không                                           |
| Liên đoàn bảo vệ không kích đế chế · (RLB) ·                 | Bài chi tiết: Quân hàm Liên đoàn bảo vệ không kích đế chế                                 |                                                                               |                                                                               |                                                                               |                                                                               |                                                                               |                                                                               |                                                              |                                                              |                                                              |                                                              |                                                              |                                                              |                                                              | | | | | | | | |                                                                                         |                                                      |                                                     |                                                                                     |                                                                                     | | | | |                              |                                  |                                                   |                                                   |                                                               |
| Nhóm cấp bậc                                                 | Cấp hạ sĩ quan cấp cao                                                                    | Cấp hạ sĩ quan cấp cao                                                        | Cấp hạ sĩ quan cấp cao                                                        | Cấp hạ sĩ quan cấp cao                                                        | Cấp hạ sĩ quan cấp cao                                                        | Cấp hạ sĩ quan cấp cao                                                        | Cấp hạ sĩ quan cấp cao                                                        | Cấp hạ sĩ quan cấp cao                                       | Cấp hạ sĩ quan cấp cao                                       | Cấp hạ sĩ quan cấp cao                                       | Cấp hạ sĩ quan cấp cao                                       | Cấp hạ sĩ quan cấp cao                                       | Cấp hạ sĩ quan cấp cao                                       | Cấp hạ sĩ quan cấp cao                                       | Cấp hạ sĩ quan cấp cao | Cấp hạ sĩ quan cấp cao | Cấp hạ sĩ quan cấp cao | Cấp hạ sĩ quan cấp cao | Cấp hạ sĩ quan cấp cao | Cấp hạ sĩ quan cấp cao | Cấp hạ sĩ quan cấp cao | Cấp hạ sĩ quan cấp cao | Cấp hạ sĩ quan cấp thấp                                                                 | Cấp hạ sĩ quan cấp thấp                              | Cấp hạ sĩ quan cấp thấp                             | Cấp hạ sĩ quan cấp thấp                                                             | Cấp hạ sĩ quan cấp thấp                                                             | Cấp hạ sĩ quan cấp thấp | Cấp binh | Cấp binh | Cấp binh | Cấp binh                     | Cấp binh                         | Cấp binh                                          | Cấp binh                                          | Cấp binh                                                      |
| Đoàn Thanh niên Hitler · (HJ) ·                              | Không có tương đương                                                                      | Không có tương đương                                                          | Không có tương đương                                                          | Không có tương đương                                                          | Không có tương đương                                                          | Không có tương đương                                                          | Không có tương đương                                                          |                                                              |                                                              |                                                              |                                                              |                                                              |                                                              |                                                              | | | | | | | | |                                                                                         |                                                      |                                                     |                                                                                     |                                                                                     | | Không có tương đương | | |                              | Không có tương đương             |                                                   |                                                   |                                                               |
| Đoàn Thanh niên Hitler · (HJ) ·                              | Không có tương đương                                                                      | Không có tương đương                                                          | Không có tương đương                                                          | Không có tương đương                                                          | Không có tương đương                                                          | Không có tương đương                                                          | Không có tương đương                                                          | Oberscharführer                                              | Oberscharführer                                              | Oberscharführer                                              | Oberscharführer                                              | Oberscharführer                                              | Oberscharführer                                              | Oberscharführer                                              | Scharführer | Scharführer | Scharführer | Scharführer | Scharführer | Scharführer | Scharführer | Scharführer | Oberkameradschaftsführer                                                                | Oberkameradschaftsführer                             | Oberkameradschaftsführer                            | Kameradschaftsführer                                                                | Kameradschaftsführer                                                                | Kameradschaftsführer | Không có tương đương | Oberrottenführer | Rottenführer | Rottenführer                 | Không có tương đương             | Hitlerjunge                                       | Hitlerjunge                                       | Hitlerjunge                                                   |
| Đoàn Thanh niên Hitler · (HJ) ·                              | Không có tương đương                                                                      | Không có tương đương                                                          | Không có tương đương                                                          | Không có tương đương                                                          | Không có tương đương                                                          | Không có tương đương                                                          | Không có tương đương                                                          | Lãnh đạo phân đội cao cấp                                    | Lãnh đạo phân đội cao cấp                                    | Lãnh đạo phân đội cao cấp                                    | Lãnh đạo phân đội cao cấp                                    | Lãnh đạo phân đội cao cấp                                    | Lãnh đạo phân đội cao cấp                                    | Lãnh đạo phân đội cao cấp                                    | Lãnh đạo phân đội | Lãnh đạo phân đội | Lãnh đạo phân đội | Lãnh đạo phân đội | Lãnh đạo phân đội | Lãnh đạo phân đội | Lãnh đạo phân đội | Lãnh đạo phân đội | Đồng chí lãnh đạo đơn vị cao cấp                                                        | Đồng chí lãnh đạo đơn vị cao cấp                     | Đồng chí lãnh đạo đơn vị cao cấp                    | Đồng chí lãnh đạo đơn vị                                                            | Đồng chí lãnh đạo đơn vị                                                            | Đồng chí lãnh đạo đơn vị | Không có tương đương | Lãnh đạo tiểu đội cao cấp | Lãnh đạo tiểu đội | Lãnh đạo tiểu đội            | Không có tương đương             | Đoàn viên Đoàn thanh niên Hitler                  | Đoàn viên Đoàn thanh niên Hitler                  | Đoàn viên Đoàn thanh niên Hitler                              |
| Đoàn Thanh niên Hitler · (HJ) ·                              | Bài chi tiết: Quân hàm Đoàn Thanh niên Hitler                                             |                                                                               |                                                                               |                                                                               |                                                                               |                                                                               |                                                                               |                                                              |                                                              |                                                              |                                                              |                                                              |                                                              |                                                              | | | | | | | | |                                                                                         |                                                      |                                                     |                                                                                     |                                                                                     | | | | |                              |                                  |                                                   |                                                   |                                                               |
| Đội thiếu niên Đức · (DJ) ·                                  | Không có tương đương                                                                      | Không có tương đương                                                          | Không có tương đương                                                          | Không có tương đương                                                          | Không có tương đương                                                          | Không có tương đương                                                          | Không có tương đương                                                          |                                                              |                                                              |                                                              |                                                              |                                                              |                                                              |                                                              | | | | | | | | |                                                                                         |                                                      |                                                     |                                                                                     |                                                                                     | | Không có tương đương | | |                              | Không có tương đương             | Không có phù hiệu                                 | Không có phù hiệu                                 | Không có phù hiệu                                             |
| Đội thiếu niên Đức · (DJ) ·                                  | Không có tương đương                                                                      | Không có tương đương                                                          | Không có tương đương                                                          | Không có tương đương                                                          | Không có tương đương                                                          | Không có tương đương                                                          | Không có tương đương                                                          | Oberjungzugführer                                            | Oberjungzugführer                                            | Oberjungzugführer                                            | Oberjungzugführer                                            | Oberjungzugführer                                            | Oberjungzugführer                                            | Oberjungzugführer                                            | Jungzugführer | Jungzugführer | Jungzugführer | Jungzugführer | Jungzugführer | Jungzugführer | Jungzugführer | Jungzugführer | Oberjungenschaftsführer                                                                 | Oberjungenschaftsführer                              | Oberjungenschaftsführer                             | Jungenschaftsführer                                                                 | Jungenschaftsführer                                                                 | Jungenschaftsführer | Không có tương đương | Oberhordenführer | Hordenführer | Hordenführer                 | Không có tương đương             | Pimpfe                                            | Pimpfe                                            | Pimpfe                                                        |
| Đội thiếu niên Đức · (DJ) ·                                  | Không có tương đương                                                                      | Không có tương đương                                                          | Không có tương đương                                                          | Không có tương đương                                                          | Không có tương đương                                                          | Không có tương đương                                                          | Không có tương đương                                                          | Lãnh đạo trung đội trẻ cao cấp                               | Lãnh đạo trung đội trẻ cao cấp                               | Lãnh đạo trung đội trẻ cao cấp                               | Lãnh đạo trung đội trẻ cao cấp                               | Lãnh đạo trung đội trẻ cao cấp                               | Lãnh đạo trung đội trẻ cao cấp                               | Lãnh đạo trung đội trẻ cao cấp                               | Lãnh đạo trung đội trẻ | Lãnh đạo trung đội trẻ | Lãnh đạo trung đội trẻ | Lãnh đạo trung đội trẻ | Lãnh đạo trung đội trẻ | Lãnh đạo trung đội trẻ | Lãnh đạo trung đội trẻ | Lãnh đạo trung đội trẻ | Lãnh đạo phân đội trẻ cao cấp                                                           | Lãnh đạo phân đội trẻ cao cấp                        | Lãnh đạo phân đội trẻ cao cấp                       | Lãnh đạo phân đội trẻ                                                               | Lãnh đạo phân đội trẻ                                                               | Lãnh đạo phân đội trẻ | Không có tương đương | Lãnh đạo tổ cao cấp | Lãnh đạo tổ | Lãnh đạo tổ                  | Không có tương đương             | Đội viên                                          | Đội viên                                          | Đội viên                                                      |
| Đội thiếu niên Đức · (DJ) ·                                  | Bài chi tiết: Quân hàm Đội thiếu niên Đức                                                 |                                                                               |                                                                               |                                                                               |                                                                               |                                                                               |                                                                               |                                                              |                                                              |                                                              |                                                              |                                                              |                                                              |                                                              | | | | | | | | |                                                                                         |                                                      |                                                     |                                                                                     |                                                                                     | | | | |                              |                                  |                                                   |                                                   |                                                               |
| Liên đoàn phụ nữ Đức & Liên đoàn thiếu nữ Đức ·              | Không thành lập                                                                           | Không thành lập                                                               | Không thành lập                                                               | Không thành lập                                                               | Không thành lập                                                               | Không thành lập                                                               | Không thành lập                                                               | Không thành lập                                              | Không thành lập                                              | Không thành lập                                              | Không thành lập                                              | Không thành lập                                              | Không thành lập                                              | Không thành lập                                              | Không thành lập | Không thành lập | Không thành lập | Không thành lập | Không thành lập | Không thành lập | Không thành lập | Không thành lập |                                                                                         |                                                      |                                                     |                                                                                     |                                                                                     | | Không có tương đương | Không có tương đương | Không có tương đương | Không có tương đương         | Không có tương đương             |                                                   |                                                   |                                                               |
| Liên đoàn phụ nữ Đức & Liên đoàn thiếu nữ Đức ·              | Không thành lập                                                                           | Không thành lập                                                               | Không thành lập                                                               | Không thành lập                                                               | Không thành lập                                                               | Không thành lập                                                               | Không thành lập                                                               | Không thành lập                                              | Không thành lập                                              | Không thành lập                                              | Không thành lập                                              | Không thành lập                                              | Không thành lập                                              | Không thành lập                                              | Không thành lập | Không thành lập | Không thành lập | Không thành lập | Không thành lập | Không thành lập | Không thành lập | Không thành lập | (Jung)-Mädelscharführerin                                                               | (Jung)-Mädelscharführerin                            | (Jung)-Mädelscharführerin                           | (Jung)-Mädelschaftsführerin                                                         | (Jung)-Mädelschaftsführerin                                                         | (Jung)-Mädelschaftsführerin | Không có tương đương | Không có tương đương | Không có tương đương | Không có tương đương         | Không có tương đương             | BDM-Mädel / Jungmädel                             | BDM-Mädel / Jungmädel                             | BDM-Mädel / Jungmädel                                         |
| Liên đoàn phụ nữ Đức & Liên đoàn thiếu nữ Đức ·              | Không thành lập                                                                           | Không thành lập                                                               | Không thành lập                                                               | Không thành lập                                                               | Không thành lập                                                               | Không thành lập                                                               | Không thành lập                                                               | Không thành lập                                              | Không thành lập                                              | Không thành lập                                              | Không thành lập                                              | Không thành lập                                              | Không thành lập                                              | Không thành lập                                              | Không thành lập | Không thành lập | Không thành lập | Không thành lập | Không thành lập | Không thành lập | Không thành lập | Không thành lập | (Trẻ)-Nữ lãnh đạo liên đội nữ                                                           | (Trẻ)-Nữ lãnh đạo liên đội nữ                        | (Trẻ)-Nữ lãnh đạo liên đội nữ                       | (Trẻ)-Nữ lãnh đạo chi đội nữ                                                        | (Trẻ)-Nữ lãnh đạo chi đội nữ                                                        | (Trẻ)-Nữ lãnh đạo chi đội nữ | Không có tương đương | Không có tương đương | Không có tương đương | Không có tương đương         | Không có tương đương             | BDM-Phụ nữ / Thiếu nữ                             | BDM-Phụ nữ / Thiếu nữ                             | BDM-Phụ nữ / Thiếu nữ                                         |
| Liên đoàn phụ nữ Đức & Liên đoàn thiếu nữ Đức ·              | Bài chi tiết: Quân hàm Liên đoàn phụ nữ Đức Bài chi tiết: Quân hàm Liên đoàn thiếu nữ Đức |                                                                               |                                                                               |                                                                               |                                                                               |                                                                               |                                                                               |                                                              |                                                              |                                                              |                                                              |                                                              |                                                              |                                                              | | | | | | | | |                                                                                         |                                                      |                                                     |                                                                                     |                                                                                     | | | | |                              |                                  |                                                   |                                                   |                                                               |
| Tổ chức Lao động Đế chế · (RAD) ·                            | [ ak ]                                                                                    | [ ak ]                                                                        | [ ak ]                                                                        | [ ak ]                                                                        | [ ak ]                                                                        | [ ak ]                                                                        | [ ak ]                                                                        | Không có tương đương                                         | Không có tương đương                                         | Không có tương đương                                         | Không có tương đương                                         | Không có tương đương                                         | Không có tương đương                                         | Không có tương đương                                         | | | | | | | | | Không có tương đương                                                                    | Không có tương đương                                 | Không có tương đương                                |                                                                                     |                                                                                     | | | | |                              | Không có tương đương             |                                                   |                                                   |                                                               |
| Tổ chức Lao động Đế chế · (RAD) ·                            | Unterfeldmeister                                                                          | Unterfeldmeister                                                              | Unterfeldmeister                                                              | Unterfeldmeister                                                              | Unterfeldmeister                                                              | Unterfeldmeister                                                              | Unterfeldmeister                                                              | Không có tương đương                                         | Không có tương đương                                         | Không có tương đương                                         | Không có tương đương                                         | Không có tương đương                                         | Không có tương đương                                         | Không có tương đương                                         | Obertruppführer | Obertruppführer | Obertruppführer | Obertruppführer | Obertruppführer | Obertruppführer | Obertruppführer | Obertruppführer | Không có tương đương                                                                    | Không có tương đương                                 | Không có tương đương                                | Truppführer                                                                         | Untertruppführer                                                                    | Untertruppführer | Hauptvormann | Obervormann | Vormann | Vormann                      | Không có tương đương             | Arbeitsmann                                       | Arbeitsmann                                       | Arbeitsmann                                                   |
| Tổ chức Lao động Đế chế · (RAD) ·                            | Quản lí khu vực lao động cấp thấp                                                         | Quản lí khu vực lao động cấp thấp                                             | Quản lí khu vực lao động cấp thấp                                             | Quản lí khu vực lao động cấp thấp                                             | Quản lí khu vực lao động cấp thấp                                             | Quản lí khu vực lao động cấp thấp                                             | Quản lí khu vực lao động cấp thấp                                             | Không có tương đương                                         | Không có tương đương                                         | Không có tương đương                                         | Không có tương đương                                         | Không có tương đương                                         | Không có tương đương                                         | Không có tương đương                                         | Lãnh đạo cơ đội cao cấp | Lãnh đạo cơ đội cao cấp | Lãnh đạo cơ đội cao cấp | Lãnh đạo cơ đội cao cấp | Lãnh đạo cơ đội cao cấp | Lãnh đạo cơ đội cao cấp | Lãnh đạo cơ đội cao cấp | Lãnh đạo cơ đội cao cấp | Không có tương đương                                                                    | Không có tương đương                                 | Không có tương đương                                | Lãnh đạo cơ đội                                                                     | Lãnh đạo cơ đội cấp thấp                                                            | Lãnh đạo cơ đội cấp thấp | Đốc công chính | Đốc công cao cấp | Đốc công | Đốc công                     | Không có tương đương             | Công nhân                                         | Công nhân                                         | Công nhân                                                     |
| Tổ chức Lao động Đế chế · (RAD) ·                            | Bài chi tiết: Bài chi tiết: Quân hàm Tổ chức Lao động Đế chế                              |                                                                               |                                                                               |                                                                               |                                                                               |                                                                               |                                                                               |                                                              |                                                              |                                                              |                                                              |                                                              |                                                              |                                                              | | | | | | | | |                                                                                         |                                                      |                                                     |                                                                                     |                                                                                     | | | | |                              |                                  |                                                   |                                                   |                                                               |
| Tổ chức Todt · (OT) ·                                        | Không có tương đương                                                                      | Không có tương đương                                                          | Không có tương đương                                                          | Không có tương đương                                                          | Không có tương đương                                                          | Không có tương đương                                                          | Không có tương đương                                                          |                                                              |                                                              |                                                              |                                                              |                                                              |                                                              |                                                              | | | | | | | | | Không có tương đương                                                                    | Không có tương đương                                 | Không có tương đương                                |                                                                                     |                                                                                     | | | | |                              | Không có tương đương             |                                                   |                                                   |                                                               |
| Tổ chức Todt · (OT) ·                                        | Không có tương đương                                                                      | Không có tương đương                                                          | Không có tương đương                                                          | Không có tương đương                                                          | Không có tương đương                                                          | Không có tương đương                                                          | Không có tương đương                                                          | OT-Haupttruppführer                                          | OT-Haupttruppführer                                          | OT-Haupttruppführer                                          | OT-Haupttruppführer                                          | OT-Haupttruppführer                                          | OT-Haupttruppführer                                          | OT-Haupttruppführer                                          | OT-Obertruppführer | OT-Obertruppführer | OT-Obertruppführer | OT-Obertruppführer | OT-Obertruppführer | OT-Obertruppführer | OT-Obertruppführer | OT-Obertruppführer | Không có tương đương                                                                    | Không có tương đương                                 | Không có tương đương                                | OT-Truppführer                                                                      | OT-Truppführer                                                                      | OT-Truppführer | OT-Obermeister | OT-Meister | OT-Vorarbeiter | OT-Vorarbeiter               | Không có tương đương             | OT-Stammarbeiter                                  | OT-Arbeiter                                       | OT-Arbeiter                                                   |
| Tổ chức Todt · (OT) ·                                        | Không có tương đương                                                                      | Không có tương đương                                                          | Không có tương đương                                                          | Không có tương đương                                                          | Không có tương đương                                                          | Không có tương đương                                                          | Không có tương đương                                                          | OT-Lãnh đạo cơ đội chính                                     | OT-Lãnh đạo cơ đội chính                                     | OT-Lãnh đạo cơ đội chính                                     | OT-Lãnh đạo cơ đội chính                                     | OT-Lãnh đạo cơ đội chính                                     | OT-Lãnh đạo cơ đội chính                                     | OT-Lãnh đạo cơ đội chính                                     | OT-Lãnh đạo cơ đội cao cấp | OT-Lãnh đạo cơ đội cao cấp | OT-Lãnh đạo cơ đội cao cấp | OT-Lãnh đạo cơ đội cao cấp | OT-Lãnh đạo cơ đội cao cấp | OT-Lãnh đạo cơ đội cao cấp | OT-Lãnh đạo cơ đội cao cấp | OT-Lãnh đạo cơ đội cao cấp | Không có tương đương                                                                    | Không có tương đương                                 | Không có tương đương                                | OT-Lãnh đạo cơ đội                                                                  | OT-Lãnh đạo cơ đội                                                                  | OT-Lãnh đạo cơ đội | OT-Công sư cao cấp | OT-Công sư | OT-Đốc công - Công nhân | OT-Đốc công - Công nhân      | Không có tương đương             | OT-Công nhân thường trực                          | OT-Công nhân                                      | OT-Công nhân                                                  |
| Tổ chức Todt · (OT) ·                                        | Bài chi tiết: Quân hàm Tổ chức Todt                                                       |                                                                               |                                                                               |                                                                               |                                                                               |                                                                               |                                                                               |                                                              |                                                              |                                                              |                                                              |                                                              |                                                              |                                                              | | | | | | | | |                                                                                         |                                                      |                                                     |                                                                                     |                                                                                     | | | | |                              |                                  |                                                   |                                                   |                                                               |
| Vị trí trong đảng                                            | - Lãnh đạo khối - Lãnh đạo phòng - Quản đốc hoạt động phòng hoặc Trưởng phòng             | - Lãnh đạo khối - Lãnh đạo phòng - Quản đốc hoạt động phòng hoặc Trưởng phòng | - Lãnh đạo khối - Lãnh đạo phòng - Quản đốc hoạt động phòng hoặc Trưởng phòng | - Lãnh đạo khối - Lãnh đạo phòng - Quản đốc hoạt động phòng hoặc Trưởng phòng | - Lãnh đạo khối - Lãnh đạo phòng - Quản đốc hoạt động phòng hoặc Trưởng phòng | - Lãnh đạo khối - Lãnh đạo phòng - Quản đốc hoạt động phòng hoặc Trưởng phòng | - Lãnh đạo khối - Lãnh đạo phòng - Quản đốc hoạt động phòng hoặc Trưởng phòng | - Lãnh đạo khối - Quản đốc hoạt động phòng hoặc Trưởng phòng | - Lãnh đạo khối - Quản đốc hoạt động phòng hoặc Trưởng phòng | - Lãnh đạo khối - Quản đốc hoạt động phòng hoặc Trưởng phòng | - Lãnh đạo khối - Quản đốc hoạt động phòng hoặc Trưởng phòng | - Lãnh đạo khối - Quản đốc hoạt động phòng hoặc Trưởng phòng | - Lãnh đạo khối - Quản đốc hoạt động phòng hoặc Trưởng phòng | - Lãnh đạo khối - Quản đốc hoạt động phòng hoặc Trưởng phòng | - Lãnh đạo khối - Quản đốc hoạt động phòng hoặc Trưởng phòng | - Lãnh đạo khối - Quản đốc hoạt động phòng hoặc Trưởng phòng | - Lãnh đạo khối - Quản đốc hoạt động phòng hoặc Trưởng phòng | - Lãnh đạo khối - Quản đốc hoạt động phòng hoặc Trưởng phòng | - Lãnh đạo khối - Quản đốc hoạt động phòng hoặc Trưởng phòng | - Lãnh đạo khối - Quản đốc hoạt động phòng hoặc Trưởng phòng | - Lãnh đạo khối - Quản đốc hoạt động phòng hoặc Trưởng phòng | - Lãnh đạo khối - Quản đốc hoạt động phòng hoặc Trưởng phòng | - Quản đốc hoạt động khối hoặc Trưởng khối - Quản đốc hoạt động phòng hoặc Trưởng phòng | Quản đốc hoạt động khối hoặc Trưởng khối             | Quản đốc hoạt động khối hoặc Trưởng khối            | - Trợ lý khối hoặc Nhân viên hỗ trợ khối - Quản đốc hoạt động khối hoặc Trưởng khối | - Trợ lý khối hoặc Nhân viên hỗ trợ khối - Quản đốc hoạt động khối hoặc Trưởng khối | - Trợ lý khối hoặc Nhân viên hỗ trợ khối - Quản đốc hoạt động khối hoặc Trưởng khối | Không có tương đương | Trợ lý khối hoặc Nhân viên hỗ trợ khối | Trợ lý hoặc Nhân viên hỗ trợ | Trợ lý hoặc Nhân viên hỗ trợ | Không có tương đương             | Không có tương đương                              | Không có tương đương                              | Không có tương đương                                          |
| Đảng Quốc Xã · (NSDAP) ·                                     | [ am ]                                                                                    | [ am ]                                                                        | [ am ]                                                                        | [ am ]                                                                        | [ am ]                                                                        | [ am ]                                                                        | [ am ]                                                                        |                                                              |                                                              |                                                              |                                                              |                                                              |                                                              |                                                              | | | | | | | | |                                                                                         |                                                      |                                                     |                                                                                     |                                                                                     | | Không có tương đương | | |                              | Không có tương đương             |                                                   |                                                   | Không có băng tay                                             |
| Đảng Quốc Xã · (NSDAP) ·                                     | Hauptbereitschaftsleiter                                                                  | Hauptbereitschaftsleiter                                                      | Hauptbereitschaftsleiter                                                      | Hauptbereitschaftsleiter                                                      | Hauptbereitschaftsleiter                                                      | Hauptbereitschaftsleiter                                                      | Hauptbereitschaftsleiter                                                      | Oberbereitschaftsleiter                                      | Oberbereitschaftsleiter                                      | Oberbereitschaftsleiter                                      | Oberbereitschaftsleiter                                      | Oberbereitschaftsleiter                                      | Oberbereitschaftsleiter                                      | Oberbereitschaftsleiter                                      | Bereitschaftsleiter | Bereitschaftsleiter | Bereitschaftsleiter | Bereitschaftsleiter | Bereitschaftsleiter | Bereitschaftsleiter | Bereitschaftsleiter | Bereitschaftsleiter | Hauptarbeitsleiter                                                                      | Oberarbeitsleiter                                    | Oberarbeitsleiter                                   | Arbeitsleiter                                                                       | Arbeitsleiter                                                                       | Arbeitsleiter | Không có tương đương | Oberhelfer | Helfer | Helfer                       | Không có tương đương             | Politischer-Leiter Anwärter (Parteigenosse - Pg.) | Politischer-Leiter Anwärter (Parteigenosse - Pg.) | Politischer-Leiter Anwärter (Nicht-Parteigenosse - Nicht-Pg.) |
| Đảng Quốc Xã · (NSDAP) ·                                     | Lãnh đạo trực ban chính                                                                   | Lãnh đạo trực ban chính                                                       | Lãnh đạo trực ban chính                                                       | Lãnh đạo trực ban chính                                                       | Lãnh đạo trực ban chính                                                       | Lãnh đạo trực ban chính                                                       | Lãnh đạo trực ban chính                                                       | Lãnh đạo trực ban cao cấp                                    | Lãnh đạo trực ban cao cấp                                    | Lãnh đạo trực ban cao cấp                                    | Lãnh đạo trực ban cao cấp                                    | Lãnh đạo trực ban cao cấp                                    | Lãnh đạo trực ban cao cấp                                    | Lãnh đạo trực ban cao cấp                                    | Lãnh đạo trực ban | Lãnh đạo trực ban | Lãnh đạo trực ban | Lãnh đạo trực ban | Lãnh đạo trực ban | Lãnh đạo trực ban | Lãnh đạo trực ban | Lãnh đạo trực ban | Lãnh đạo công việc chính                                                                | Lãnh đạo công việc cao cấp                           | Lãnh đạo công việc cao cấp                          | Lãnh đạo công việc                                                                  | Lãnh đạo công việc                                                                  | Lãnh đạo công việc | Không có tương đương | Trợ lý cao cấp | Trợ lý | Trợ lý                       | Không có tương đương             | Ứng viên lãnh đạo chính trị (Đảng viên)           | Ứng viên lãnh đạo chính trị (Đảng viên)           | Ứng viên lãnh đạo chính trị (Không phải đảng viên)            |
| Đảng Quốc Xã · (NSDAP) ·                                     | Bài chi tiết: Quân hàm Đảng Quốc Xã                                                       |                                                                               |                                                                               |                                                                               |                                                                               |                                                                               |                                                                               |                                                              |                                                              |                                                              |                                                              |                                                              |                                                              |                                                              | | | | | | | | |                                                                                         |                                                      |                                                     |                                                                                     |                                                                                     | | | | |                              |                                  |                                                   |                                                   |                                                               |
| Nhóm cấp bậc                                                 | Cấp hạ sĩ quan cấp cao                                                                    | Cấp hạ sĩ quan cấp cao                                                        | Cấp hạ sĩ quan cấp cao                                                        | Cấp hạ sĩ quan cấp cao                                                        | Cấp hạ sĩ quan cấp cao                                                        | Cấp hạ sĩ quan cấp cao                                                        | Cấp hạ sĩ quan cấp cao                                                        | Cấp hạ sĩ quan cấp cao                                       | Cấp hạ sĩ quan cấp cao                                       | Cấp hạ sĩ quan cấp cao                                       | Cấp hạ sĩ quan cấp cao                                       | Cấp hạ sĩ quan cấp cao                                       | Cấp hạ sĩ quan cấp cao                                       | Cấp hạ sĩ quan cấp cao                                       | Cấp hạ sĩ quan cấp cao | Cấp hạ sĩ quan cấp cao | Cấp hạ sĩ quan cấp cao | Cấp hạ sĩ quan cấp cao | Cấp hạ sĩ quan cấp cao | Cấp hạ sĩ quan cấp cao | Cấp hạ sĩ quan cấp cao | Cấp hạ sĩ quan cấp cao | Cấp hạ sĩ quan cấp thấp                                                                 | Cấp hạ sĩ quan cấp thấp                              | Cấp hạ sĩ quan cấp thấp                             | Cấp hạ sĩ quan cấp thấp                                                             | Cấp hạ sĩ quan cấp thấp                                                             | Cấp hạ sĩ quan cấp thấp | Cấp binh | Cấp binh | Cấp binh | Cấp binh                     | Cấp binh                         | Cấp binh                                          | Cấp binh                                          | Cấp binh                                                      |
|                                                              |                                                                                           |                                                                               |                                                                               |                                                                               |                                                                               |                                                                               |                                                                               |                                                              |                                                              |                                                              |                                                              |                                                              |                                                              |                                                              | | | | | | | | |                                                                                         |                                                      |                                                     |                                                                                     |                                                                                     | | | | |                              |                                  |                                                   |                                                   |                                                               |
| Matrosen - oberstabsgefreiter                                | Matrosen - stabsgefreiter                                                                 | Matrosen - hauptgefreiter                                                     | Matrosen - obergefreiter                                                      | Matrosen - gefreiter                                                          |                                                                               |                                                                               |                                                                               |                                                              |                                                              |                                                              |                                                              |                                                              |                                                              |                                                              | | | | | | | | |                                                                                         |                                                      |                                                     |                                                                                     |                                                                                     | | | | |                              |                                  |                                                   |                                                   |                                                               |
| Thủy thủ - Tham mưu "miễn" cao cấp                           | Thủy thủ - Tham mưu "miễn"                                                                | Thủy thủ - "Miễn" chính                                                       | Thủy thủ - Thượng "miễn"                                                      | Thủy thủ - "Miễn"                                                             |                                                                               |                                                                               |                                                                               |                                                              |                                                              |                                                              |                                                              |                                                              |                                                              |                                                              | | | | | | | | |                                                                                         |                                                      |                                                     |                                                                                     |                                                                                     | | | | |                              |                                  |                                                   |                                                   |                                                               |